# 草甸海
草甸海是一个位于中国云南省昆明市宜良县的淡水湖，面积约为1.33平方千米，属于云贵高原区。它的一级流域为珠江流域，二级流域为西江水系。